# Computex
COMPUTEX Taipei o Taipei International Information Technology Show(Cinese: 台北國際電腦展) è una manifestazione internazionale annuale di computer. Si svolge nella città di Taipei (Taiwan) al Taipei World Trade Center sempre durante la prima settimana di giugno. Il primo Computex prese avvio nel 1981. Dagli anni '90 in poi si espanse rapidamente e divenne un'importante mostra per l'industria della tecnologia informatica. Ora è la seconda mostra più importante al mondo del settore, prima in Asia, a cui partecipano i principali produttori come Intel, AMD, ATI Technologies, Nvidia.
Grazie al grande numero di compagnie coinvolte nella produzione di hardware per computer, il Computex è diventato il luogo preferito dagli osservatori nella speranza di avere un'anteprima delle nuove tecnologie in questo campo.